# Oligodon mcdougalli
Oligodon mcdougalli este o specie de șerpi din genul Oligodon, familia Colubridae, descrisă de Wall 1905. A fost clasificată de IUCN ca specie cu risc scăzut. Conform Catalogue of Life specia Oligodon mcdougalli nu are subspecii cunoscute.